# Église San Potito
L'église San Potito est une église de Naples située via Tommaso Salvatori, sur la colline du même nom, près du musée archéologique national. Elle est dédiée à saint Potit.

## Histoire
L'église, encore fortement imprégnée du style maniériste, est érigée dans la première moitié du XVIIe siècle selon les plans de Pietro de Marino comme église conventuelle d'un monastère bénédictin  (fondé d'abord autrefois comme monastère basilien) qui est restauré en 1780. Au moment de l'occupation française, ses biens sont spoliés et les moines expulsés en 1809 sous Joachim Murat. Certains d'entre se replient à San Gregorio Armeno. Le monastère est transformé en caserne de l'infanterie. Ensuite il devient une caserne de carabinieri.
Aujourd'hui l'église est fermée au public et désaffectée au culte.

## Description

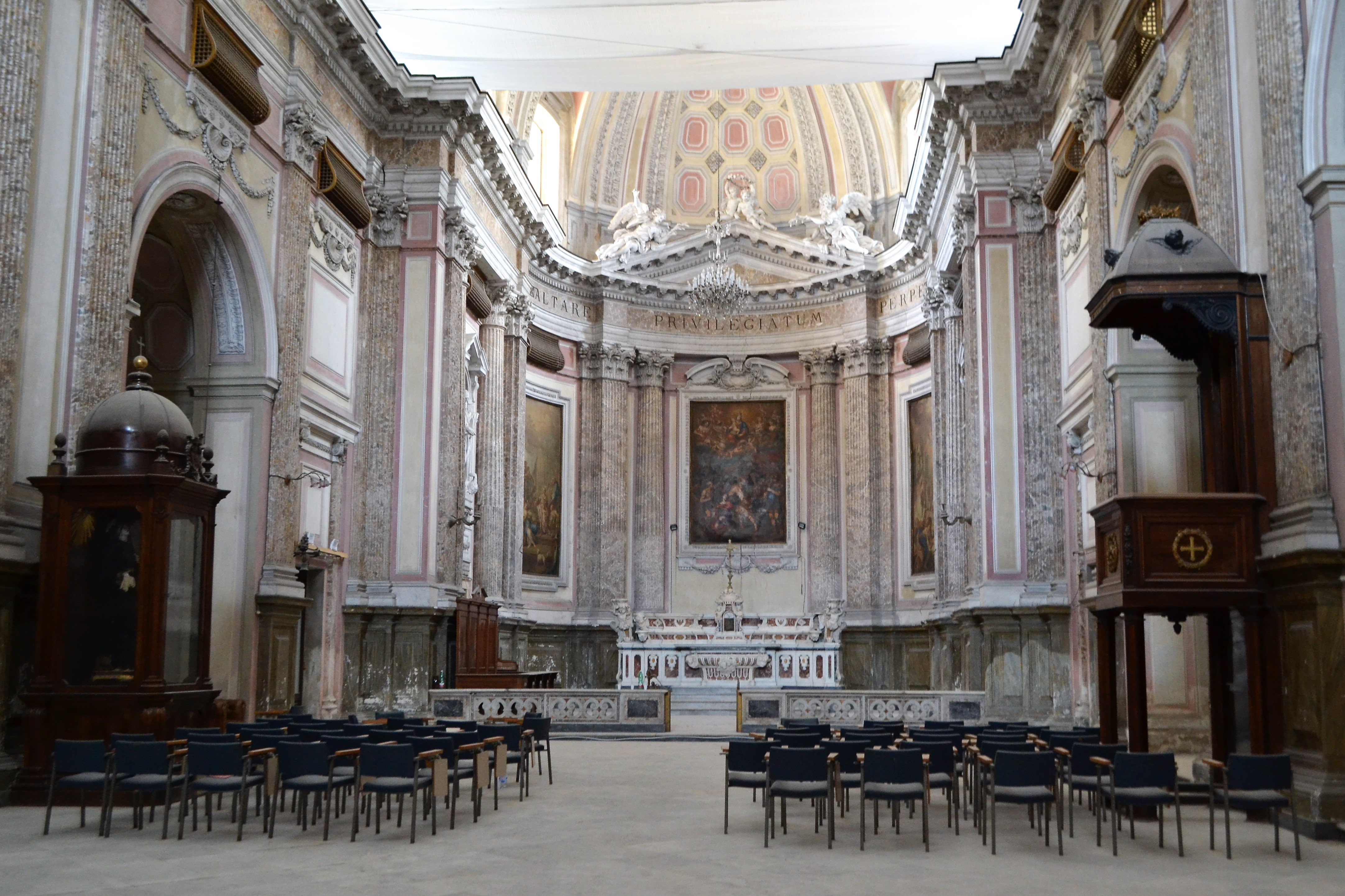
Vue intérieure.

L'église est à nef unique avec trois chapelles de chaque côté. L'intérieur est richement décoré de stucs. Le chef-d'œuvre de l'église est son abside avec un splendide maître-autel du XVIIIe siècle et trois tableaux remarquables: au milieu Saint Potit percé d'un clou ardent fait sentir la même douleur à l'empereur Antonin de Niccolò de Simone (1654), à droite Saint Potit mettant une idole à bas, à gauche Saint Potit guérissant de la folie Agnès, la fille d'Antonin de Giacinto Diano (1784).
Dans la première chapelle à droite, on remarque une Notre-Dame du Rosaire de Luca Giordano (entre 1663 et 1665), dans la troisième chapelle à droite une Immaculée Conception de Giacinto Diano (1791). La première chapelle à gauche possède un Calvaire du XVIIe siècle, la suivante une surprenante décoration de stuc figurant saint Gaétan de Thiene et la troisième un tableau d'Andrea Vaccaro représentant La Sainte Vierge avec saint Antoine et saint Roch. Des tableaux de Pacecco de Rosa et de Domenico Mondo se trouvent dans la sacristie.